# نوئل سیاه
نوئل سیاه (نام علمی: Picea mariana)، یک گونه از کاج نوئل بومی آمریکای شمالی و از تیره کاجیان است. این درخت در سراسر کانادا گسترده‌است، در همه ۱۰ استان و هر ۳ قلمرو قطب شمال کانادا یافت می‌شود. محدودهٔ آن به مناطق شمالی ایالات متحده، آلاسکا ،منطقه دریاچه‌های بزرگ و شمال‌شرقی ایالات متحده گسترش می‌یابد. این درخت بخشی تکراری از زیست‌بوم است که با نام تایگا شناخته می‌شود.
نام علمی این درخت به زبان لاتین به معنی «مریم مقدس» است.

## توصیف

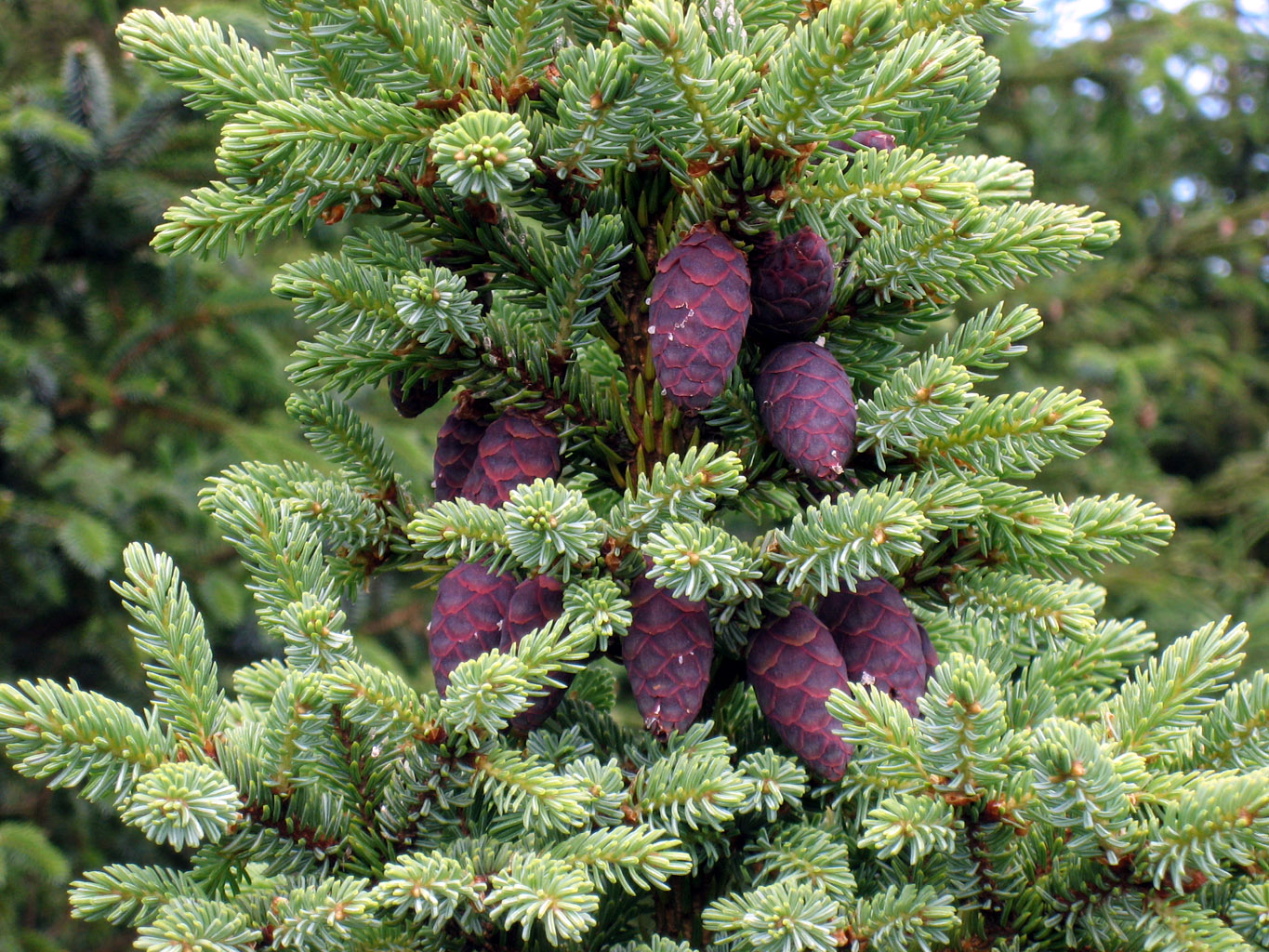
سوزن و مخروط‌ها

نوئل سیاه گیاهی است با رشد کند، یک درخت همیشه‌سبز مخروط‌دار کوچک عمودی است. (به ندرت درختچه) تنهٔ مستقیم کمی باریک دارد،

## نگارخانه

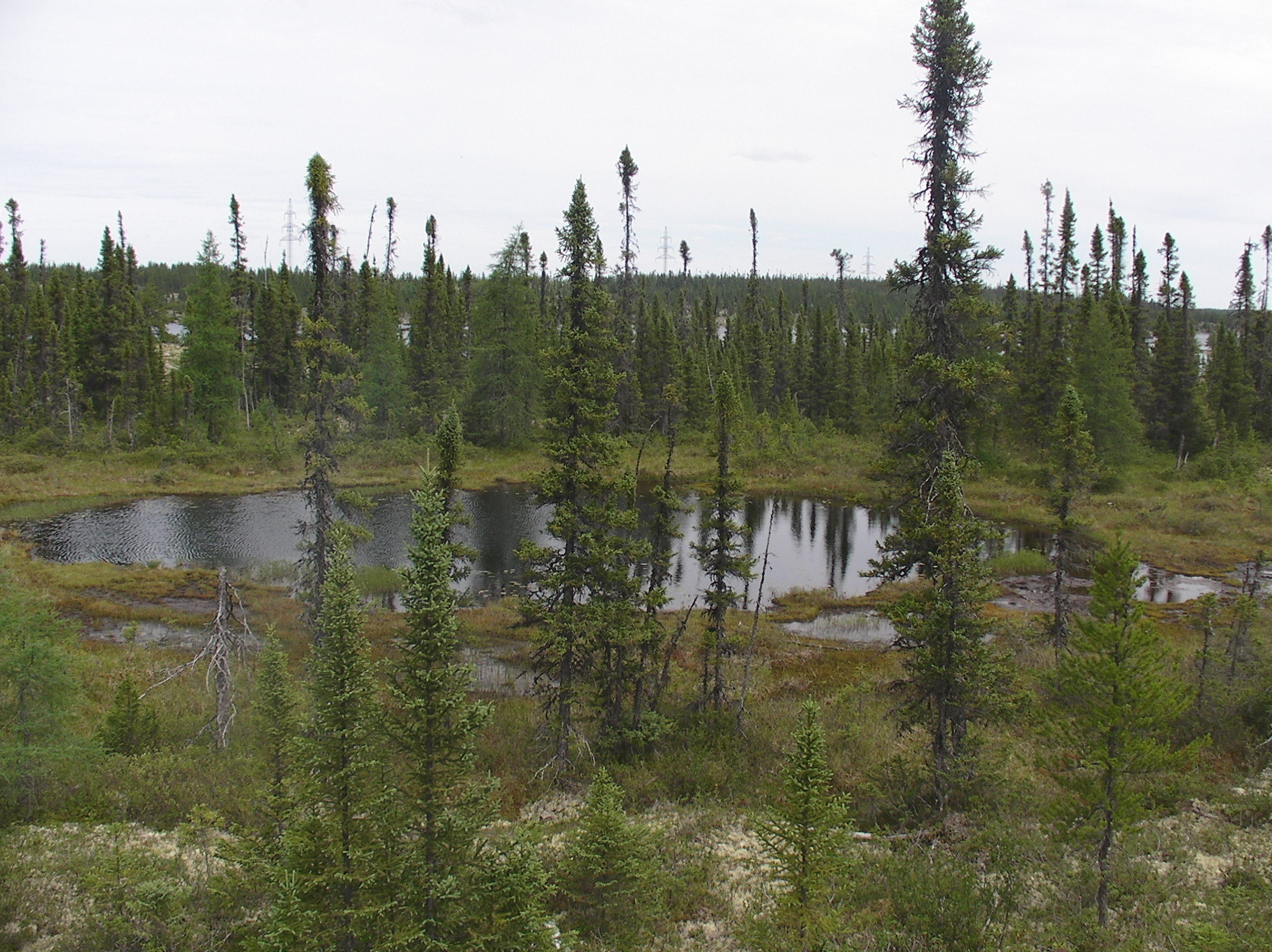
زیست‌گاه مرطوب تایگا
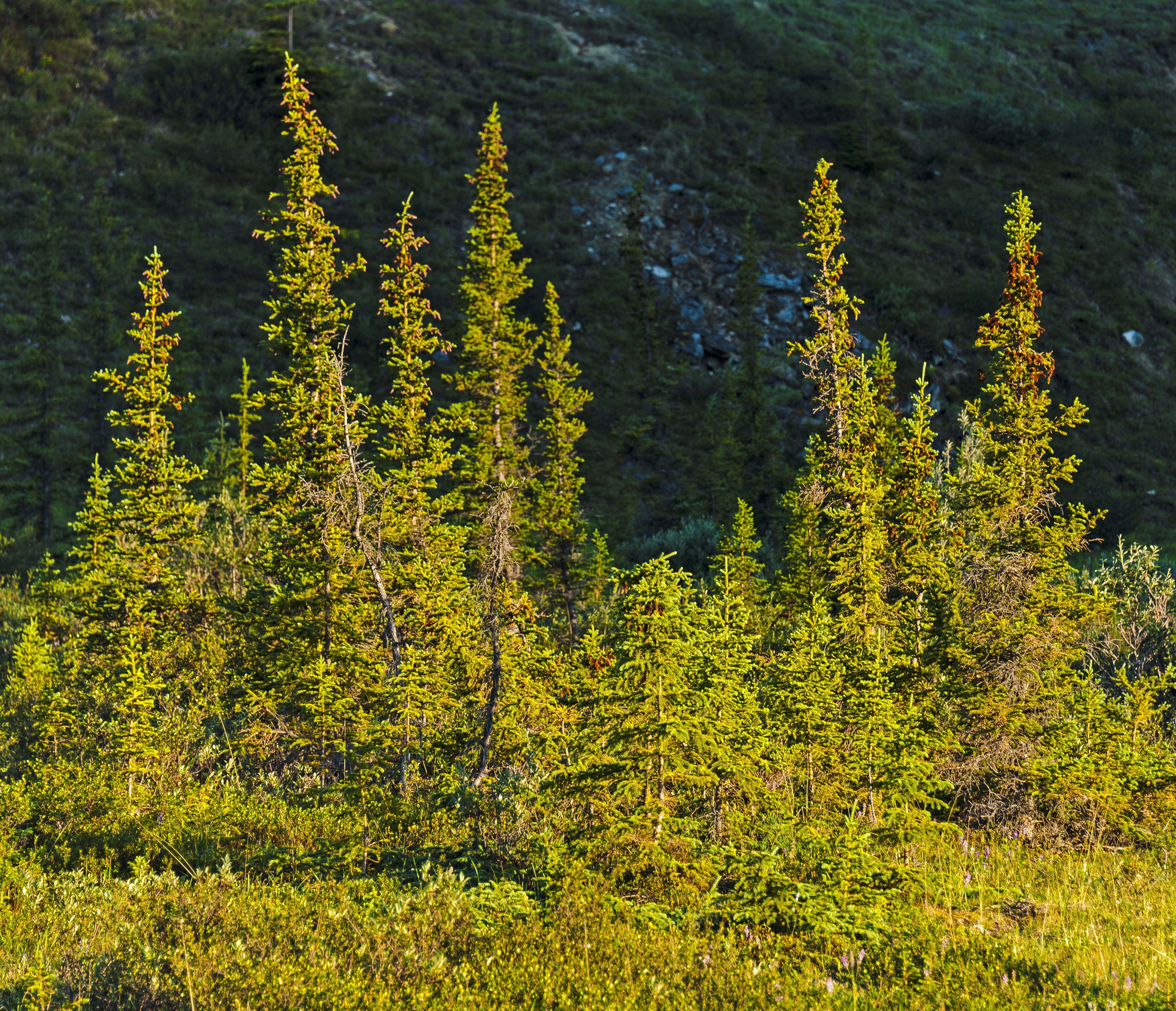
نور آفتاب نیمه شب در پارک ملی ایوواویک
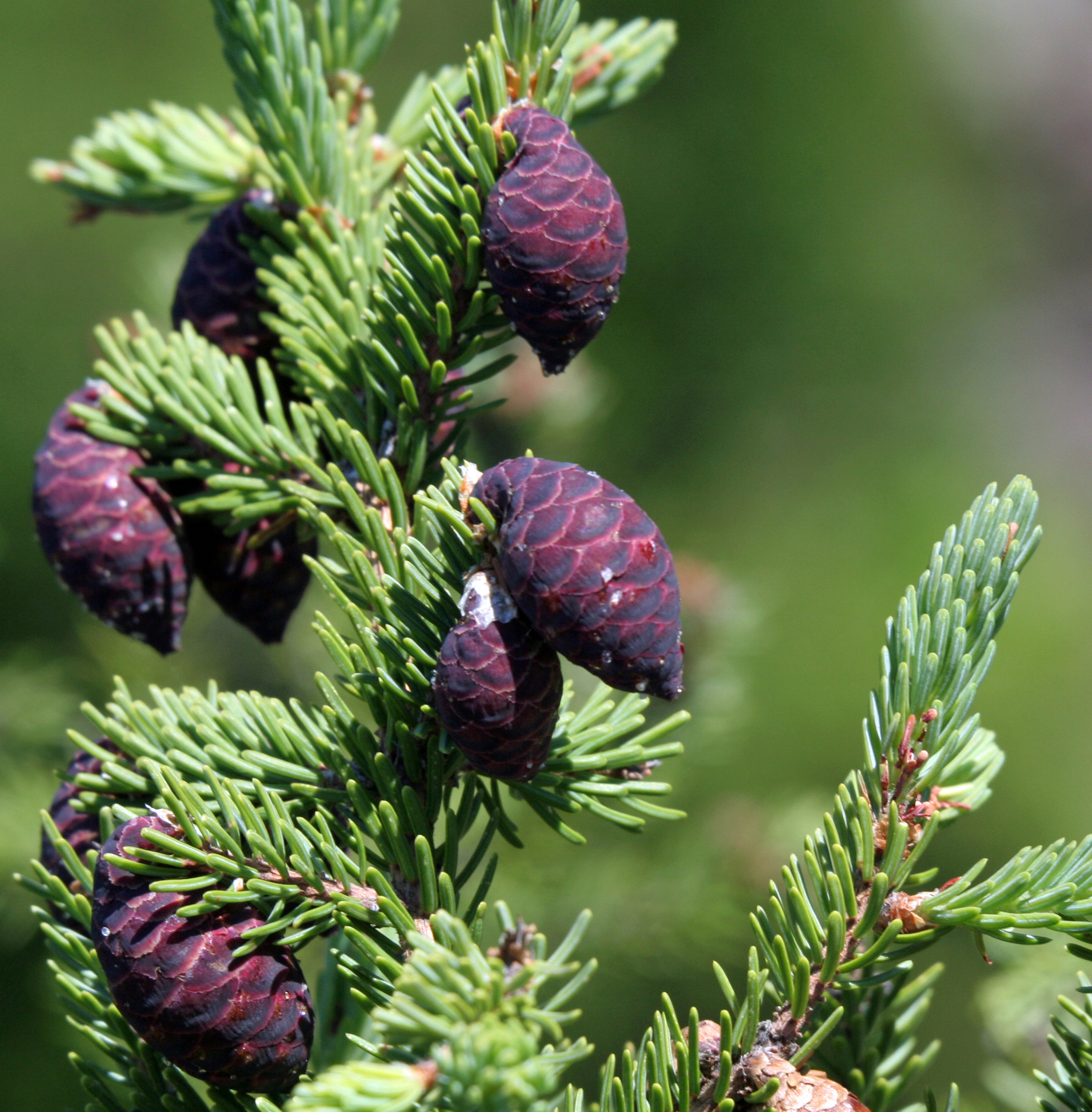
مخروط‌های نابالغ
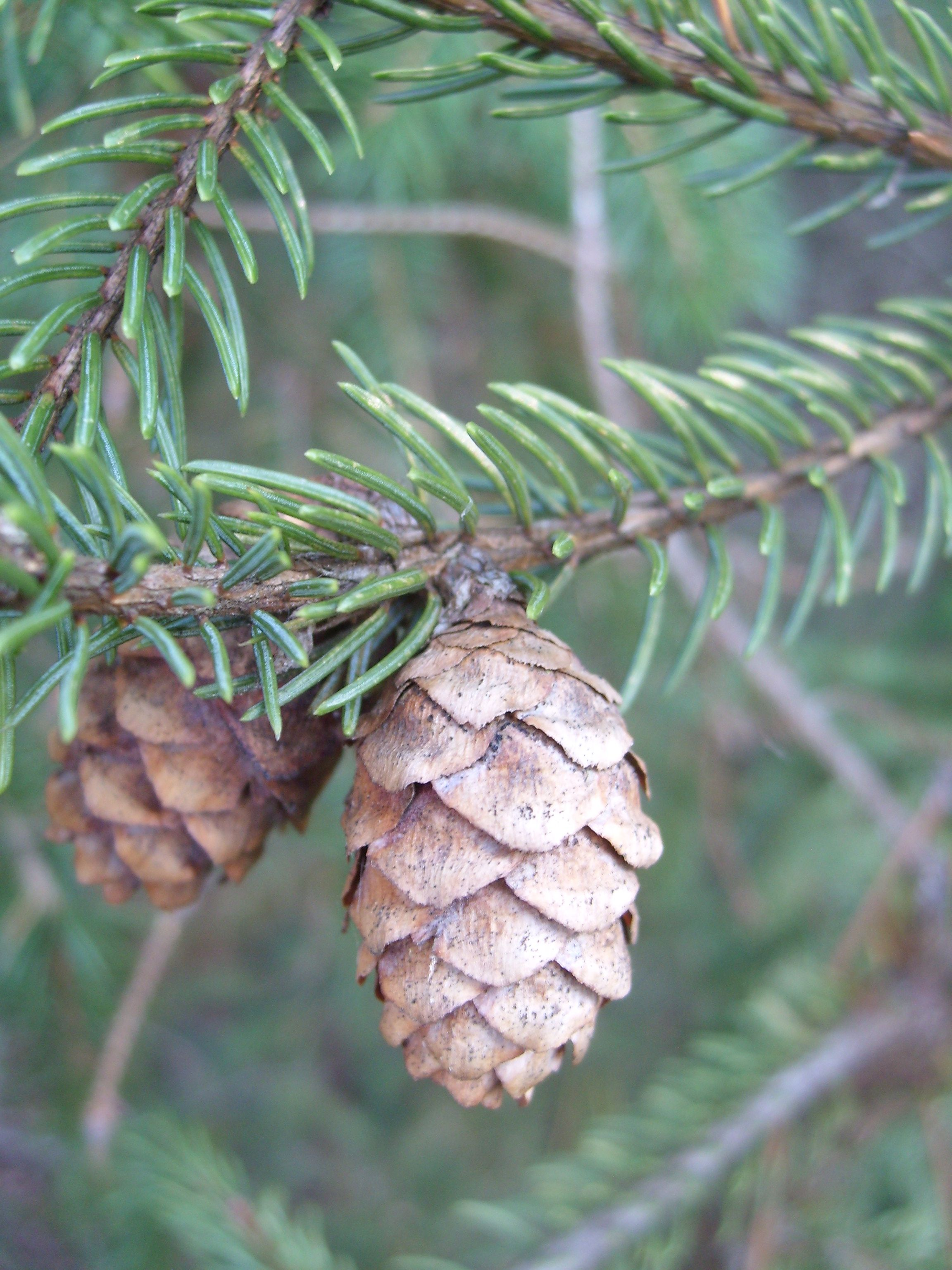
مخروط‌های باز و بالغ
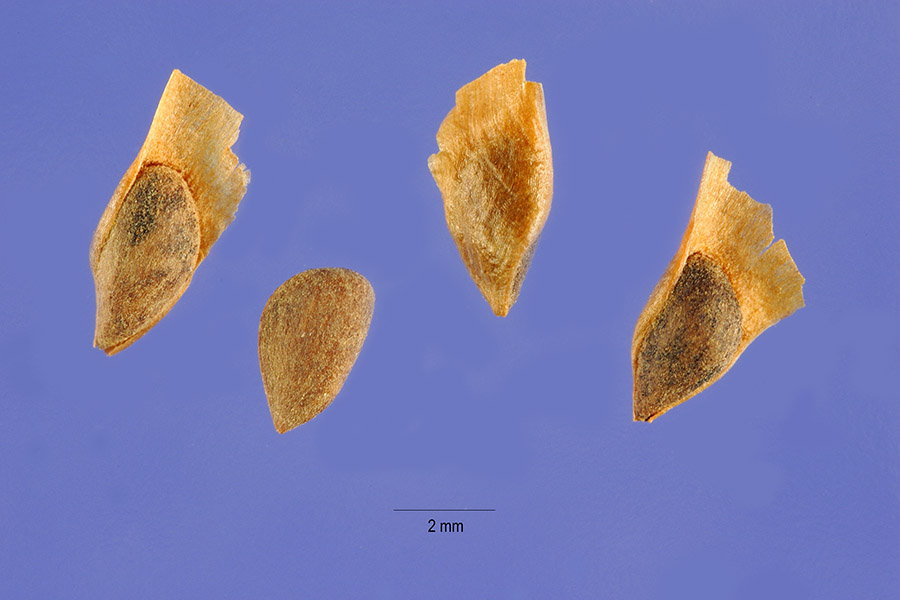
دانه‌های نوئل سیاه